# Sándor Renée
Sándor Renée, 1948-ig Stern (Budapest, 1899. július 8. – Budapest, 1977. augusztus 29.) zongoraművész- és tanár, érdemes művész. Sándor Árpád zongoraművész és Sándor Frigyes hegedűművész, karmester testvére.

## Élete
Stern Vilmos (1864–1915) csillárgyáros és Seidner Szidónia (1876–1971) lánya. A budapesti Zeneakadémián előbb Kovács Sándor, majd Dohnányi Ernő tanítványa volt. 1921-ben szerzett művészi oklevelet. 1922-től hosszabb ideig Németországban turnézott bátyjával, Sándor Árpáddal. Különösen a barokk és a bécsi mesterek, Mendelssohn és Bartók Béla muzsikáját tolmácsolta rendkívüli formaérzékkel, tiszta zeneiséggel. Egy időben rendszeresen fellépett Tátrai Vilmossal és vonósnégyesével, akikkel kamarazenét játszott. 1940 és 1942 között több alkalommal az OMIKE Művészakció fellépője volt. 1945 előtt a Goldmark Zeneiskolában, 1949-től a Bartók Béla Zeneművészeti Szakiskolában, majd 1951-től 1954-ig a Liszt Ferenc Zeneművészeti Főiskolán tanította a zongorát mint kötelező tárgyat.

## Magánélete
Házastársa Barta (Berger) Pál (1896–1945) gépészmérnök volt, akihez 1926. október 20-án Budapesten ment feleségül. Férje a holokauszt áldozata lett.

## Díjai, elismerései
- Érdemes Művész (1964)